# Anna Wunderlich
Anna Wunderlich (ur. 8 marca 1954 w Warszawie, zm. 3 marca 2023) – polska scenograf filmowa i dekorator wnętrz.

## Życiorys
Absolwentka ASP w Warszawie. Trzykrotna laureatka Nagrody za scenografię na Festiwalu Polskich Filmów Fabularnych w Gdyni, dwukrotna laureatka Polskiej Nagrody Filmowej, Orzeł w kategorii najlepsza scenografia (ponadto dwukrotnie nominowana w tej kategorii) oraz czterokrotna laureatka Nagrody za scenografię na Krajowym Festiwalu Polskiego Radia i Teatru TV „Dwa Teatry” w Sopocie. Członkini Europejskiej Akademii Filmowej.
Córka dziennikarza Jerzego Wunderlicha, siostra autorki książek dla dzieci i młodzieży Joanny Olech.
Pochowana w kolumbarium na cmentarzu komunalnym Północnym w Warszawie.

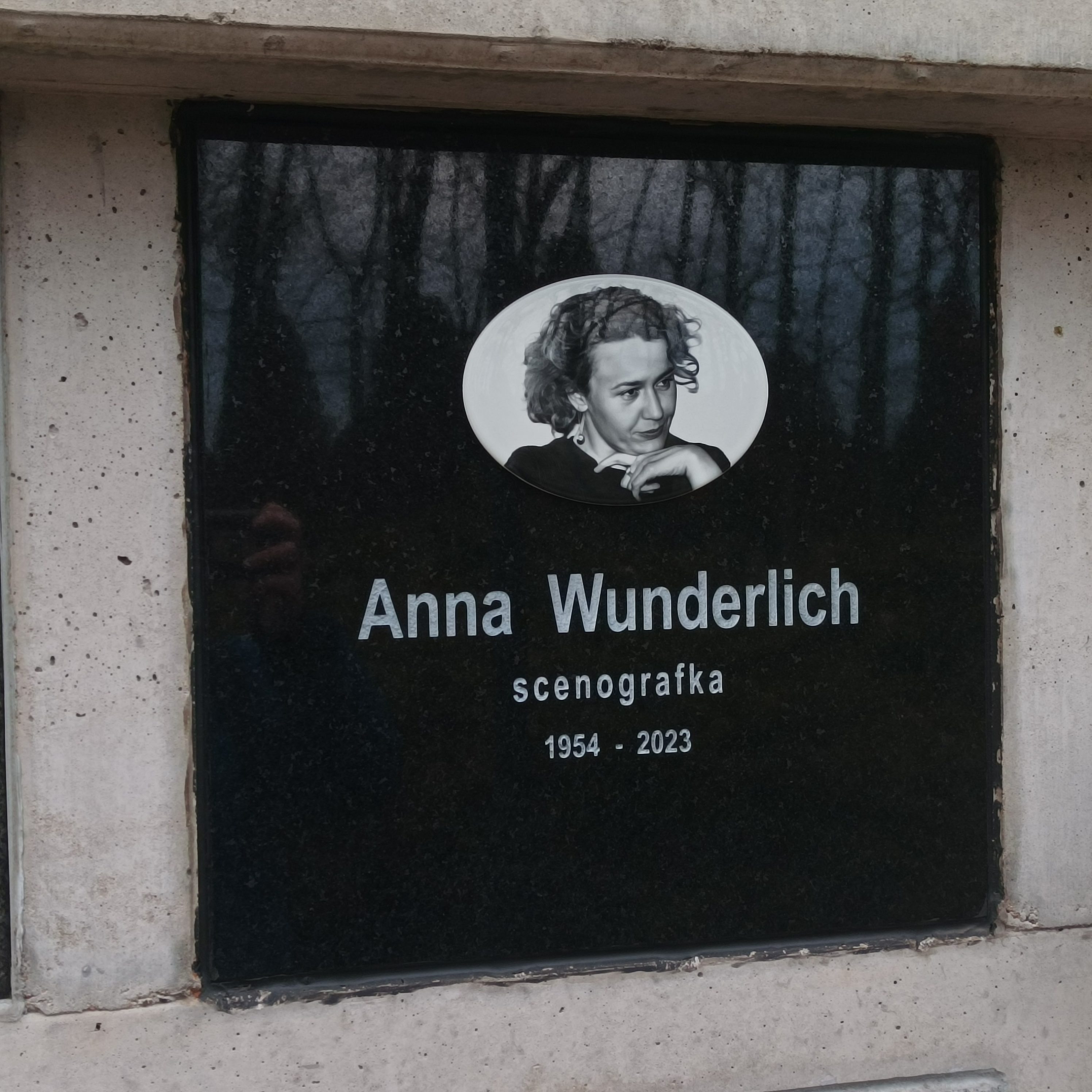
Grób Anny Wunderlich na cmentarzu komunalnym Północnym w Warszawie

## Filmografia
jako autorka scenografii:
- Poznań 56 (1996)
- Przedwiośnie (2001)
- Komornik (2005)
- Śluby panieńskie (2010)
- Papusza (2013)
- Panie Dulskie (2015)
- Demon (2015)

jako autorka dekoracji wnętrz:
- Poznań 56 (1996)
- Kroniki domowe (1997)
- Córy szczęścia (1999)
- Weiser (2000)
- Przedwiośnie (2001)
- Mój Nikifor (2004)
- Śluby panieńskie (2010)

## Wybrane spektakte Teatru TV
jako autorka scenografii:
- Pasożyt (2003)
- Skaza (2005)
- Najweselszy człowiek (2011)
- Moralność Pani Dulskiej (2013)

## Nagrody i nominacje
- 1996 - Nagroda za scenografię do filmu Poznań 56 na Festiwalu Polskich Filmów Fabularnych w Gdyni
- 1997 - Nagroda za scenografię do filmu Kroniki domowe  na Festiwalu Polskich Filmów Fabularnych w Gdyni
- 2001 - Nagroda za scenografię do filmu Przedwiośnie na Festiwalu Polskich Filmów Fabularnych w Gdyni
- 2002 - nominacja do Polskiej Nagrody Filmowej, Orzeł za scenografię do filmu Przedwiośnie
- 2004 - Nagroda za scenografię do spektaklu Pasożyt na Krajowym Festiwalu Polskiego Radia i Teatru TV „Dwa Teatry” w Sopocie
- 2006 - Polska Nagroda Filmowa, Orzeł za scenografię do filmu Komornik
- 2006 - Nagroda za scenografię do spektaklu Skaza na Krajowym Festiwalu Polskiego Radia i Teatru TV „Dwa Teatry” w Sopocie
- 2011 - nominacja do Polskiej Nagrody Filmowej, Orzeł za scenografię do filmu Śluby panieńskie
- 2012 - Nagroda za scenografię do spektaklu Najweselszy człowiek na Krajowym Festiwalu Polskiego Radia i Teatru TV „Dwa Teatry” w Sopocie
- 2013 - Nagroda za scenografię do spektaklu Moralność Pani Dulskiej na Krajowym Festiwalu Polskiego Radia i Teatru TV „Dwa Teatry” w Sopocie
- 2014 - Polska Nagroda Filmowa, Orzeł za scenografię do filmu Papusza